# Плацебо-контролируемое исследование

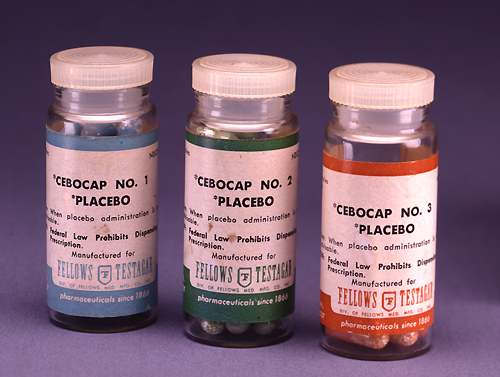
Рецептурные плацебо, используемые в исследованиях

Плацебо-контролируемое исследование — способ исследования лекарственной терапии, при котором в дополнение к группе субъектов, получающих лечение исследуемым препаратом, существует отдельная контрольная группа, получающая лечение препаратом плацебо, который специально разработан таким образом, чтобы не обладать реальным эффектом.
Целью создания группы плацебо является учет эффекта плацебо, то есть эффект от терапии, не зависящий от самой терапии. К таким факторам относятся осознание получения терапии, внимание со стороны медицинских работников и ожидание эффективности терапии со стороны исследователей. Без группы плацебо в качестве сравнения невозможно узнать, оказало ли лечение какой-либо эффект.
Часто у пациентов наблюдается улучшение даже при фиктивном лечении. Намеренное лечение плацебо может принимать различные формы: лекарство, содержащее только сахар; хирургическое вмешательство, при котором ничего не делается (только разрез, а иногда и незначительные прикосновения); медицинское устройство (например, ультразвуковой аппарат), которое на самом деле даже не включено. Кроме того, благодаря естественной способности организма к самовосстановлению и статистическим эффектам, таким как регрессия к среднему значению, многим пациентам станет лучше даже при полном отсутствии лечения. Актуальным вопросом при оценке лечения является не ответ на вопрос «работает ли лечение?», а «работает ли лечение лучше, чем лечение плацебо или вообще отсутствие лечения?». В более широком смысле цель клинического испытания — определить, какие методы лечения, применяемые при каких обстоятельствах, к каким пациентам, в каких условиях, являются наиболее эффективными .
Поэтому использование плацебо — стандартный контрольный компонент большинства клинических испытаний, в которых делается попытка количественно оценить эффективность лекарственных препаратов или методов лечения. Такой тест или клиническое испытание называется плацебо-контролируемым исследованием, а его контроль относится к отрицательному типу. Исследование, в котором контролем является исследованное ранее лечение, а не отсутствие лечения, называется исследованием с положительным контролем, а его контроль относится к положительному типу. Государственные регулирующие органы одобряют новые лекарственные препараты только после того, как тесты подтвердят не только реакцию на них пациентов, но и эффект, превышающий эффект плацебо.
Такая тесная связь эффекта плацебо с РКИ оказывает глубокое влияние на понимание и оценку эффекта плацебо в научном сообществе .

## Методы

### Ослепление
Ослепление — это сокрытие информации от участников, которая может каким-то образом повлиять на них до завершения эксперимента. Качественное ослепление может уменьшить или устранить экспериментальные погрешности, такие как систематическая ошибка, эффект плацебо, эффект наблюдателя и другие. Ослепление может быть наложено на любого участника эксперимента, включая испытуемых, исследователей, техников, аналитиков данных и оценщиков. В некоторых случаях несмотря на то, что ослепление могло бы быть полезным, оно невозможно или неэтично. Например, невозможно скрыть от пациента его лечение при проведении физиотерапевтического вмешательства. Хороший клинический протокол гарантирует, что ослепление будет максимально эффективным в рамках этических и практических ограничений.
В ходе эксперимента участник становится неослепленным, если он делает вывод сам или иным образом получает информацию, которая до этого была от него скрыта. Снятие ослепления, происходящее до завершения исследования, является источником экспериментальной ошибки, поскольку возможная необъективность, которая была устранена ослеплением, возникает снова. Разослепление является обычным явлением в ослепленных экспериментах. Если происходит разослепление, не соответствующее протоколу, следует определить его степень и задокументировать в отчете об исследовании.

### История групп
Практика использования группы естественного течения заболевания возникла в качестве так называемой третьей группы исследования, когда исследования проводятся с использованием трех случайно отбираемых равно сопоставимых групп. Райли писал: «необходимо запомнить, что прилагательное „случайный“ в понятии „случайная выборка“ должно применяться к методу формирования выборки, а не к самой выборке» :
- группа лекарственного препарата (А): те, кто получает исследуемый препарат;
- группа препаратов плацебо (P): те, кто получает препарат плацебо, имитирующий исследуемый препарат;
- группа естественной истории (NH): которые не получают никакого лечения (и чье состояние, следовательно, может быть пущено на самотек).

Исходы в каждой группе наблюдаются и сравниваются друг с другом, что позволяет измерить:
- эффективность лечения исследуемым препаратом: разница между А и NH (то есть A-NH);
- эффективность действующего вещества исследуемого препарата: разница между А и P (то есть A-P);
- величина реакции на плацебо: разница между P и NH (то есть P-NH).

Будет ли значение P-NH указывать на эффективность всего процесса лечения или на величину «эффекта плацебо» — это вопрос трактования данных. Результаты этих сравнений затем определяют, считается ли тот или иной препарат эффективным.
Группы естественной истории дают полезную информацию, когда отдельные группы субъектов используются в параллельном или лонгитюдном дизайне исследования. Однако в перекрестных исследованиях, где каждый субъект последовательно проходит оба вида лечения, хорошо изучается естественная история исследуемого хронического заболевания (например, прогрессирование), а продолжительность исследования выбирается таким образом, чтобы интенсивность состояния была более или менее стабильной в течение этого периода (Ван и другие приводят пример поздней фазы диабета, естественное течение которого достаточно продолжительно, так что допустимо даже перекрестное исследование продолжительностью один год ). В этих обстоятельствах не ожидается, что группа естественного течения даст полезную информацию.

### Индексирование
В некоторых клинических исследованиях определенных лекарств может случиться так, что уровень «плацебо-реакции», проявляемый субъектами испытания, будет значительно выше или ниже (по отношению к эффектам лекарства), чем можно было бы ожидать от других испытаний аналогичных препаратов. В этих случаях при прочих равных условиях разумно заключить, что:
- степень, в которой уровень реакции на плацебо значительно выше, чем можно было бы ожидать, является показателем степени неэффективности действующего вещества препарата;
- степень, в которой наблюдается значительно более низкий уровень реакции на плацебо, чем можно было бы ожидать, является показателем степени, в которой плацебо не имитирует действие препарата соответствующим образом.

Однако в особых случаях, таких как применение циметидина для лечения язвы желудка, значительный уровень реакции на плацебо также может быть показателем того, что лечение было направлено не на ту мишень.

## Проблемы внедрения

### Приверженность
Проект Coronary Drug Project  был направлен на изучение безопасности и эффективности препаратов для длительного лечения ишемической болезни сердца у мужчин. В группе, придерживавшейся лечения плацебо (принимали плацебо регулярно в соответствии с инструкциями), смертность была почти в два раза меньше чем у тех, кто не придерживался лечения. Аналогичное исследование среди женщин также показало, что выживаемость была почти в 2,5 раза выше у тех, кто придерживался плацебо . Этот очевидный эффект плацебо мог иметь место, потому что:
- соблюдение протокола имело психологический эффект, то есть собственно эффект плацебо;
- люди, чье самочувствие было лучше, следовали или были склонны следовать протоколу более аккуратно;
- люди, соблюдающие протокол, были более аккуратными и больше заботились о здоровье во всех аспектах.

### Разослепление
В некоторых случаях участник исследования самостоятельно может сделать вывод или иным образом получить информацию, которая для него закрыта. Например, пациент, принимающий психоактивный препарат, может осознать, что он принимает лекарство. Такие случаи называются раскрытием или снятием ослепления. Риски разослепления такого характера могут быть уменьшены с помощью активного плацебо, которое представляет собой препарат, оказывающий действие, сходное с действием активного препарата. Для пациентов это затруднит определение того, к какой группе они относятся.
Активное плацебо использовалось в Эксперименте Великой Пятницы, слепом исследовании, в котором экспериментальная группа получала психоделическое вещество псилоцибин, а контрольная группа получала большую дозу ниацина (вещества, вызывающего заметные физические эффекты), предназначенного для того, чтобы заставить испытуемых поверить, что они получили психоактивный препарат .

## История

### Джеймс Линд и цинга

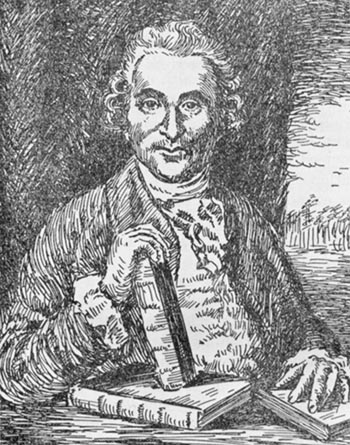
Портрет шотландского врача Джеймса Линда (1716—1794)

В 1747 году Джеймс Линд (1716–1794), корабельный врач на «Солсбери», провел первое клиническое исследование, изучив эффективность цитрусовых при цинге. Он случайным образом разделил двенадцать больных с цингой, чьи «случаи были настолько похожи, насколько это возможно», на шесть пар. Каждой паре давали разные лекарства. Согласно книге Линда «Трактат о цинге в трех частях, содержащий исследование природы, причин и лечения этой болезни, а также критический и хронологический обзор всего, что было опубликовано на эту тему», изданной в 1753 году, курс лечения был следующим: одна кварта сидра в день, двадцать пять капель эликсира витриола (серной кислоты) три раза в день, две ложки уксуса три раза в день, курс морской воды (полпинты каждый день), два апельсина и один лимон каждый день и эликсир (смесь, содержащая чеснок, горчицу, перуанский бальзам и мирру) .
Он отметил, что пара, которой давали апельсины и лимоны, настолько выздоровела в течение шести дней лечения, что один из них вернулся на службу, а другой был достаточно здоров, чтобы ухаживать за остальными больными .

### Животный магнетизм
В 1784 году французская Королевская комиссия исследовала существование животного магнетизма, сравнив эффекты якобы «намагниченной» воды с эффектами обычной воды . Она не изучала практики Франца Месмера, но исследовала существенно отличающиеся практики его соратника Шарля д’Эслона (1739–1786).

### Тракторы Перкинса
В 1799 году Джон Хейгарт  исследовал эффективность медицинских инструментов, называемых «тракторами Перкинса», сравнивая результаты, полученные с помощью муляжей деревянных тракторов, с результатами набора якобы «активных» металлических тракторов. Свои выводы он опубликовал в книге «О воображении как причине и лечении болезней тела» .

### Сравнение активного лечения и плацебо Флинтом
В 1863 году Остин Флинт (1812–1886) провел первое в истории испытание, в котором напрямую сравнивалась эффективность манекена-симулятора с эффективностью активного лечения, хотя в исследовании Флинта эти два метода не сравнивались друг с другом в одном и том же испытании. Тем не менее это был значительный отход от общепринятой тогда практики противопоставления последствий активного лечения тому, что Флинт описал как «естественное течение [не леченого] заболевания» .
В статье Флинта впервые используются термины «плацебо» или «плацебо-лекарство» для обозначения манекена-симулятора в клинических испытаниях.

... чтобы закрепить моральный эффект лекарства, назначаемого специально для лечения болезни, пациентам назначали плацебо, которое почти во всех случаях состояло из очень сильно разбавленной настойки кассии. Это средство давали регулярно, и оно стало хорошо известно в моих палатах как плацебо-лекарство от ревматизма.
Флинт  вылечил 13 заключенных больницы, страдавших ревматической лихорадкой; из них 11 случаев были «острыми» и два — «подострыми». Затем он сравнил результаты применения своего фиктивного «плацебо-лекарства» с результатами активного лечения, которые уже были хорошо изучены (Флинт ранее проверял и сообщал об эффективности активного лечения). В 12 случаях не было обнаружено существенной разницы между результатами активного лечения и его «плацебо-лекарства» по продолжительности заболевания, длительности выздоровления, количеству пораженных суставов и возникновению осложнений . В тринадцатом случае Флинт выразил сомнение в том, что возникшие определенные осложнения (а именно перикардит, эндокардит и пневмония) можно было бы предотвратить, если бы этому пациенту немедленно было назначено «активное лечение» .

### Элвин Мортон Еллинек (Джеллинек) и ингредиенты средства от головной боли
Э. М. Джеллинека в 1946  попросили протестировать, снизится ли общая эффективность лекарства от головной боли, если убрать из него определённые ингредиенты. В 1946 году, после Второй мировой войны, фармацевтические химические вещества были в ограниченном доступе, и один американский производитель средств от головной боли продавал препарат, состоящий из трех ингредиентов: a, b и c, причем ингредиент b был наиболее дефицитным.
Джеллинек провел комплексное исследование с участием 199 испытуемых, у которых были частые головные боли. Испытуемые были случайным образом разделены на четыре тестовые группы. Он подготовил четыре исследуемых препарата, включающих различные изменения трех компонентов препарата, с плацебо в качестве научного контроля. Структура этого исследования важна, потому что в те дни плацебо использовалось только для того, чтобы «выразить эффективность или неэффективность лекарства с точки зрения того, „насколько лучше“ было лекарство, чем „плацебо“» . (Исследование, проведенное Остином Флинтом, является примером такого исследования эффективности препарата по сравнению с эффективностью плацебо.) Четыре исследуемых препарата были абсолютно идентичны по форме, размеру, цвету и вкусу:
- лекарство А содержит компоненты a, b и с;
- лекарство B содержит компоненты a и c;
- лекарство C содержит компоненты a и b.
- лекарство D — «симулятор», содержащий «обычный лактат».

Каждый раз, когда у испытуемого возникала головная боль, он принимал исследуемый препарат своей группы и записывал, проходила ли головная боль или нет. Хотя «у некоторых испытуемых за двухнедельный период было всего три эпизода головной боли, а у других — до десяти приступов за тот же период», данные показали «большую согласованность» среди всех испытуемых . Каждые две недели препараты групп менялись; так что к концу восьми недель все группы протестировали все препараты. Оговоренный препарат (то есть A, B, C или D) принимался по мере необходимости в течение каждого двухнедельного периода, и двухнедельные последовательности для каждой из четырёх групп были следующими:
- 1 — A, B, C, D;
- 2 — B, A, D, C;
- 3 — C, D, A, B;
- 4 — D, C, B, A.

Во всей популяции из 199 испытуемых было 120 «испытуемых, реагирующих на плацебо» и 79 «испытуемых, не реагирующих на плацебо» .
При первоначальном анализе не было никакой разницы между «показателями успеха» препаратов A, B и C (84, 80 и 80 % соответственно); «показатель успеха» симулирующего плацебо-препарата D составил 52 %. Из этого следовало, что ингредиент b был совершенно не нужен.
Однако дальнейший анализ исследования показал, что ингредиент b внес значительный вклад в эффективность средства. Изучая полученные данные, Джеллинек обнаружил значительное расхождение в ответах между 120 плацебо-респондентами и 79 испытуемыми, не реагирующими на плацебо. Отчеты 79 пациентов, не отреагировавших на плацебо, показали, что, если их рассматривать как совершенно отдельную группу, существует значительная разница в «показателях успеха» препаратов А, В и С: а именно 88, 67 и 77 %. И поскольку это значительное отличие облегчения симптомов от исследуемых препаратов могло быть связано только с присутствием или отсутствием ингредиента b, он пришел к выводу, что ингредиент b был необходим.
Из этого испытания были сделаны два вывода.
- Джеллинек [17], идентифицировав 120 пациентов, реагирующих на плацебо, предположил, что все они могли иметь либо «психосоматические головные боли» (с сопутствующей «ипохондрией» или без неё), либо «истинные физиологические головные боли», которые способны появляться благодаря внушению. Таким образом, согласно этой точке зрения, степень присутствия «реакции на плацебо», как правило, является показателем психического происхождения рассматриваемого состояния [18].

- Следовательно, несмотря на бездействие любого плацебо, человек, реагирующий на данное конкретное плацебо, может реагировать на него по целому ряду причин, не связанных с активными ингредиентами препарата; и, исходя из этого, может быть важно провести предварительный скрининг потенциальных испытуемых популяций и рассматривать тех, кто проявляет реакцию на плацебо, как особую группу, или вообще исключить их из испытуемой популяции.

### Совет медицинских исследований и рандомизированные исследования
Раньше считалось , что первым в истории рандомизированным клиническим испытанием было исследование , проведенное Советом медицинских исследований (Medical Research Council, MRC) в 1948 году, по изучению эффективности стрептомицина при лечении туберкулеза легких. В этом испытании было две тестовые группы:
- те, кого «лечили стрептомицином и постельным режимом»;
- те, кто лечился «только постельным режимом» (контрольная группа).

Новизна этого испытания заключалась в том, что испытуемые были случайным образом распределены по группам. До этого времени практиковалось поочередное распределение испытуемых в каждую группу в зависимости от порядка, в котором они поступали на лечение. Такая практика могла быть необъективной, потому что тот, кто принимал каждого пациента, знал, к какой группе он будет отнесен (и, таким образом, на решение принять или не принять конкретного пациента могло повлиять знание экспериментатором природы его болезни и знание группы, в которой он будет находиться).
Недавно было высказано предположение, что более раннее исследование MRC антибиотика патулина при простуде  было первым рандомизированным исследованием . Еще одно раннее и до недавнего времени игнорировавшееся рандомизированное исследование строфантина было опубликовано в финском журнале в 1946 году .

## Хельсинкская декларация
Со времен клятвы Гиппократа вопросы этики медицинской практики широко обсуждались, и в ответ на достижения научной медицины постепенно разрабатывались кодексы практики. Нюрнбергский кодекс, который был разработан в августе 1947 года в результате так называемого процесса врачей, на котором изучались эксперименты над людьми, проводимые нацистскими врачами во время Второй мировой войны, предлагает десять принципов законных медицинских исследований, включая информированное согласие, отсутствие принуждения и важность благополучия участников эксперимента.
В 1964 году Всемирная медицинская ассоциация издала Хельсинкскую декларацию, которая специально ограничивала свои директивы медицинскими исследованиями, проводимыми врачами, и подчеркивала ряд дополнительных условий в обстоятельствах, когда «медицинские исследования сочетаются с медицинской помощью». Существенное различие между Нюрнбергским кодексом 1947 года и Хельсинкской декларацией 1964 года заключается в том, что первый представлял собой набор принципов, предложенных медицинским работникам судьями «Дела врачей», в то время как вторая предписывалась самой медицинской профессией. В параграфе 29 декларации содержится конкретное упоминание о плацебо:

29. Польза, риски, бремя и эффективность нового метода должны сравниваться с лучшими современными профилактическими, диагностическими и терапевтическими методами. Это не исключает использования плацебо или отсутствия лечения в исследованиях, в которых не существует проверенных профилактических, диагностических или терапевтических методов.
В 2002 году Всемирная медицинская ассоциация опубликовала следующее разъяснительное сообщение.

Заметка с пояснениями параграфа 29 Хельсинкской декларации ВМА

Настоящим WMA подтверждает свою позицию, согласно которой при использовании плацебо-контролируемого исследования следует проявлять особую осторожность и в что в целом использовать эту методологию следует только при отсутствии существующей доказанной терапии. Однако плацебо-контролируемое исследование может быть приемлемым с этической точки зрения даже при наличии проверенной доказанной терапии при следующих обстоятельствах:
— если по убедительным и научно обоснованным методологическим причинам его использование необходимо для определения эффективности или безопасности профилактического, диагностического или терапевтического метода; или
— если профилактический, диагностический или терапевтический метод исследуется для лечения легкого заболевания, и пациенты, получающие плацебо, не будут подвергаться какому-либо дополнительному риску серьезного или необратимого вреда.
Необходимо соблюдать все остальные положения Хельсинкской декларации, особенно необходимость проведения соответствующей этической и научной экспертизы.
Помимо требования об информированном согласии всех участников испытания препарата, стандартной практикой является также информирование всех испытуемых о том, что они могут получать исследуемый препарат или плацебо.

## Немедикаментозное лечение
«Разговорные терапии» (такие как гипнотерапия, психотерапия, консультирование и немедикаментозная психиатрия) теперь должны иметь научное подтверждение в ходе клинических испытаний. Однако существуют разногласия по поводу того, что может быть или не быть подходящим плацебо для такого терапевтического лечения. Кроме того, существуют методологические проблемы, такие как ослепление человека, проводящего психологическое немедикаментозное вмешательство. В 2005 году «Журнал клинической психологии» посвятил выпуск  проблеме концепции плацебо в психотерапии, в котором содержался ряд материалов, посвященных этому вопросу. Как отмечается в аннотации к одной из статей: «В отличие от области медицины, где логика плацебо относительно проста, концепция плацебо применительно к психотерапии чревата как концептуальными, так и практическими проблемами» .